# Pietraforte

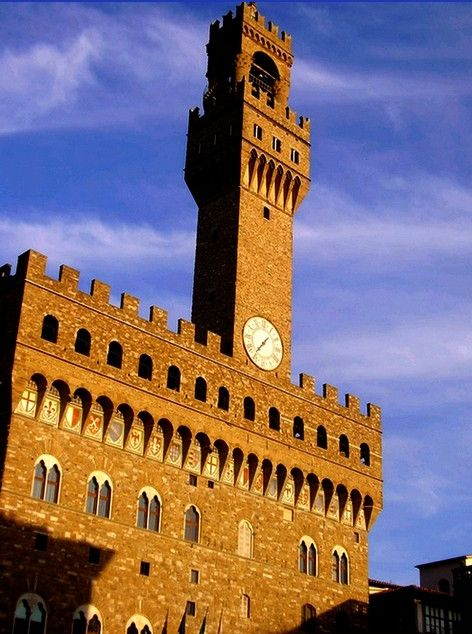
Palazzo Vecchio, in pietraforte, assume al tramonto la caratteristica colorazione ocra

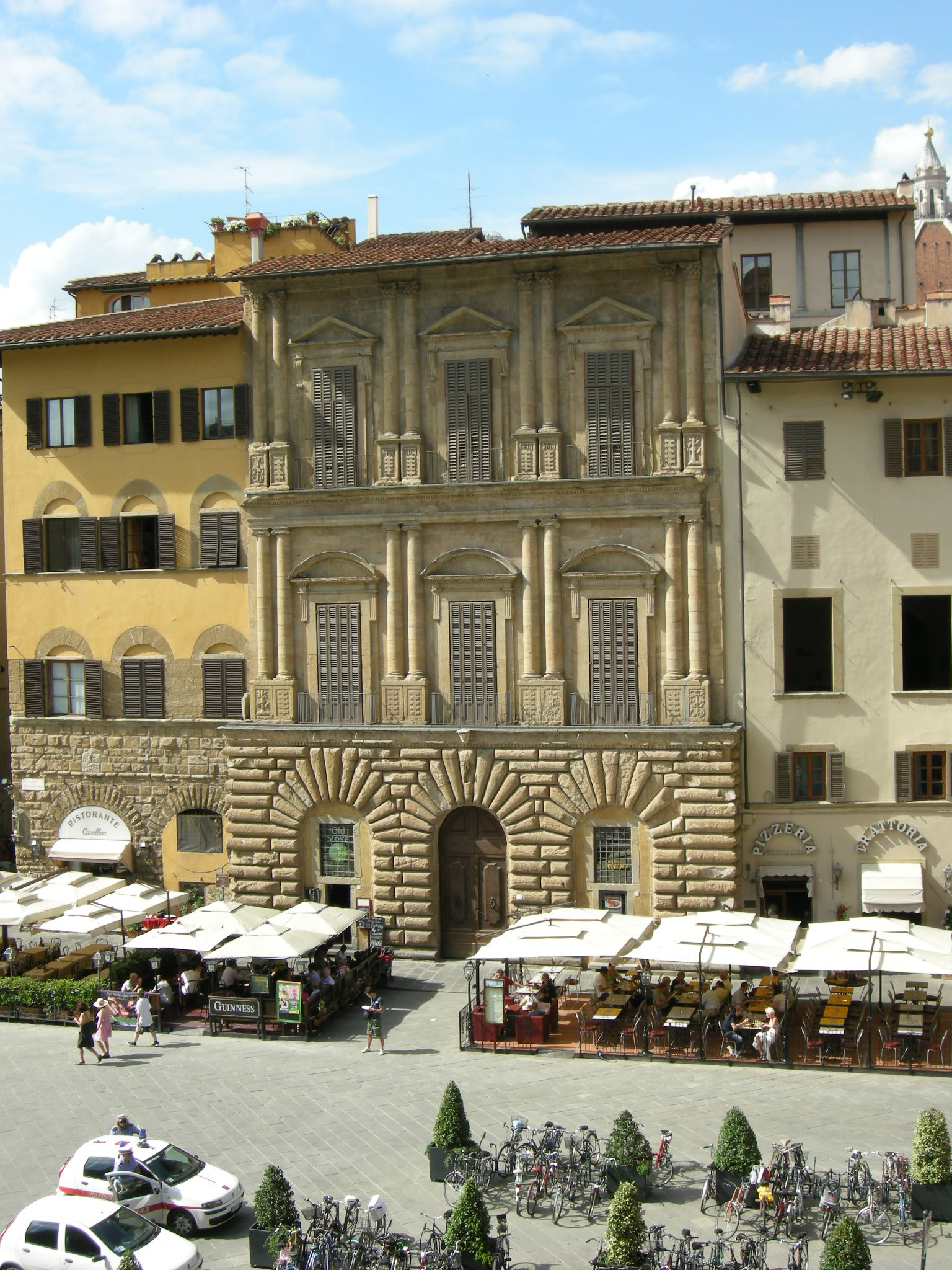
Palazzo Uguccioni, a Firenze, presenta al pian terreno un bugnato in pietraforte che ha subito alcuni distacchi

La pietraforte (o pietra forte) è una pietra arenaria a grana fine con cemento carbonatico. È la tipica pietra dell'edilizia fiorentina, in uso, almeno dall'XI secolo, in costruzioni civili e religiose ed anche per lastrici.
La pietra da costruzione usata per costruire Firenze è la pietraforte.
A differenza della pietra serena, utilizzata più come pietra decorativa, la pietra forte è la vera pietra da costruzione fiorentina.
Palazzi storici di primaria importanza, quali Palazzo Vecchio, Palazzo Medici, Palazzo Strozzi, Palazzo Pitti solo per citare forse i più famosi, sono stati costruiti con questo materiale.

## Caratteristiche

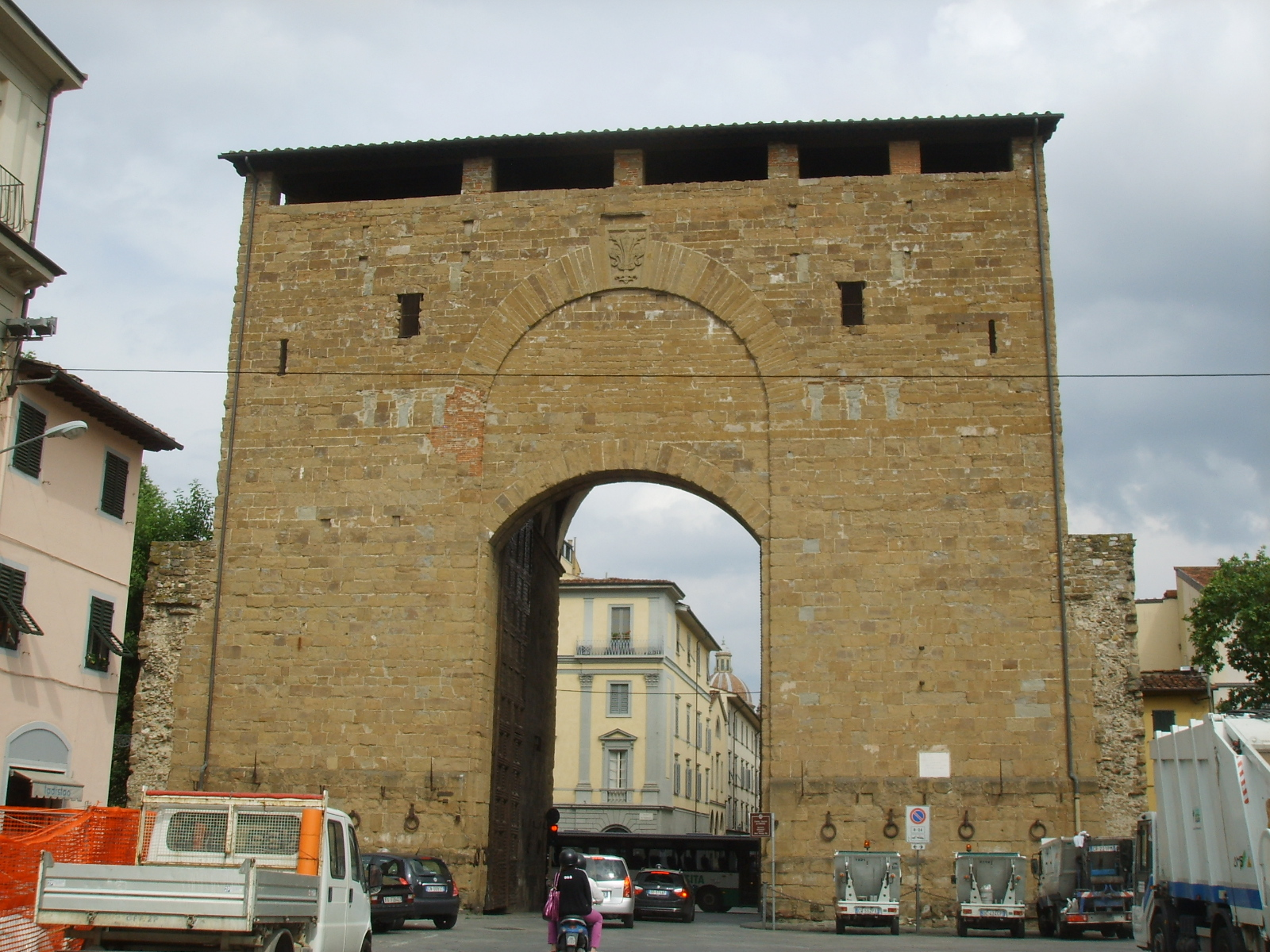
Porta San Frediano, Firenze

Apprezzata per il colore marrone-avana opaco ma non spento e per la sua resistenza (da cui il nome), ha un carico di rottura perpendicolare di circa 1400 kg/cm², doppio rispetto alla pietra serena. Al taglio in cava ha un colore grigiastro, che si trasforma in marrone-avana al contatto dell'aria tramite una reazione chimica del ferro presente nella pietra.
Talvolta presenta macchie grigio azzurrognole e laminazioni con vene di calcite spatica. Può presentare un degrado lungo le superfici di laminazione ed avere distacchi, anche consistenti, lungo le vene di calcite, ma ha una buona resistenza agli agenti atmosferici, come dimostrano edifici ormai realizzati da secoli, anche se negli ultimi anni gli agenti chimici inquinanti hanno accelerato i fenomeni di degrado delle parti lasciate a vista..

## Estrazione

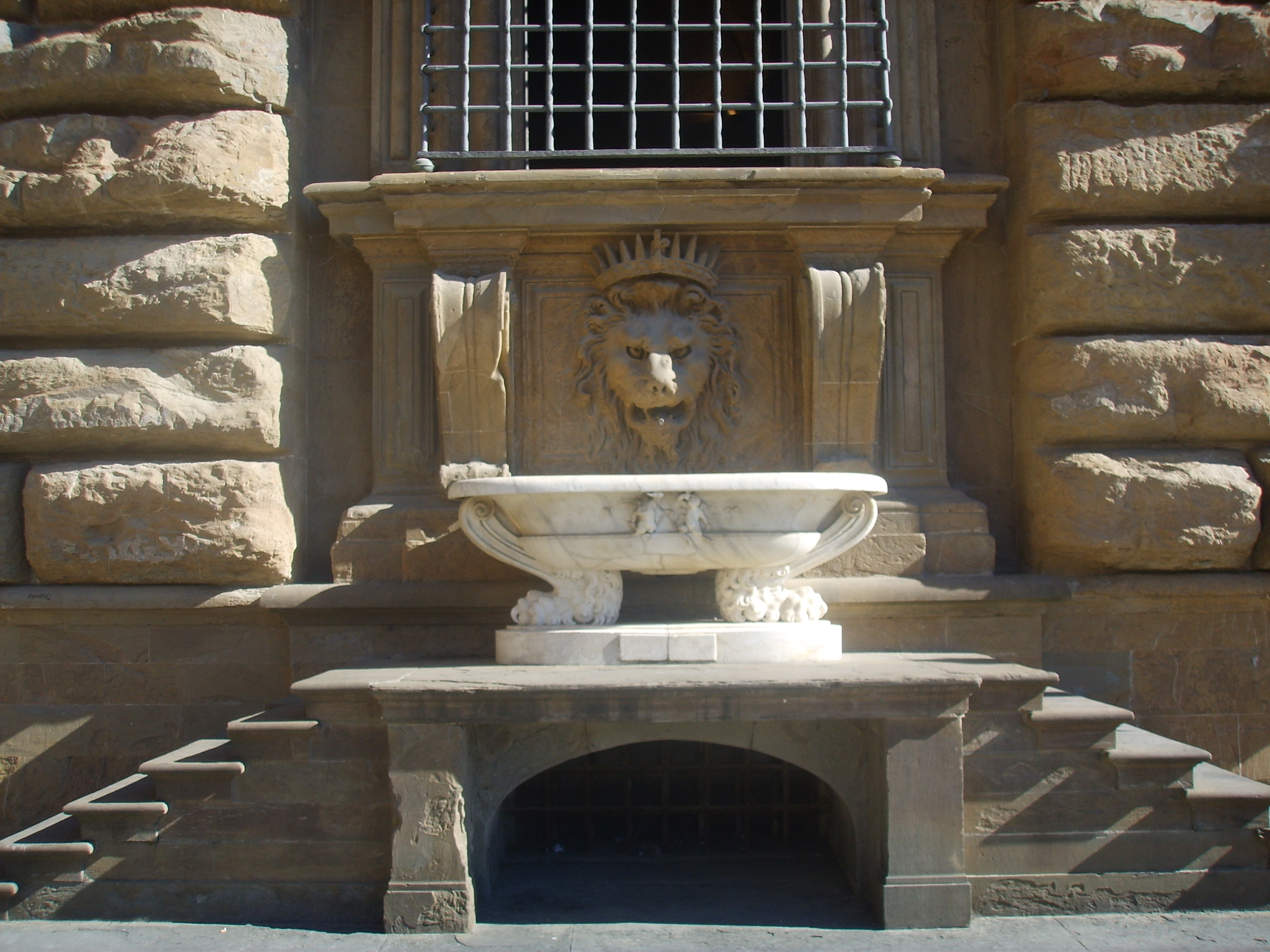
Fontana con testa leonina scolpita nella pietraforte sulla facciata di Palazzo Pitti

"A Firenze le cave di pietraforte si trovavano nell'area in cui venne realizzato il Giardino di Boboli, quindi vicinissimo alla città, e furono usate ben prima dell'edificazione di Palazzo Pitti. Il Palazzo stesso fu detto che si trovasse già sotto terra, perché le cave di materiale erano sotto le sue fondazioni, e che fosse stato sufficiente "voltarlo" in alto. L'anfiteatro di Boboli si trova proprio nella cavità realizzata per prelevare il materiale per il palazzo. A Boboli venne riaperta una cava quando ci fu bisogno di materiale per restaurare e riedificare le antiche torri di Oltrarno dopo le distruzioni del 1944.
Altre cave si trovano sulla Costa San Giorgio, a Monteripaldi, alle Campora (cave che fornirono il materiale per la stazione di Santa Maria Novella), a Riscaggio ed a Greve in Chianti (parzialmente ancora in attività) ed in genere a sud dell'Arno. Fuori dall'area fiorentina si trovano pietre con caratteristiche simili a Santa Fiora (GR) sui Monti della Tolfa (Civitavecchia), sulle colline di Bergamo e, con il nome di "masegno turchino", in località Renice a Muggia (Trieste).

## Storia e uso
Il nome pietraforte è stato usato da Giorgio Vasari (1546), Agostino del Riccio (1597), Filippo Baldinucci (1681), Giovanni Targioni Tozzetti (1773), ecc.
È documentato un uso molto antico; infatti negli scavi presso Palazzo Vecchio sono emerse alcune strutture del teatro della Firenze romana, in pietraforte.
Sono in pietraforte le torri costruite tra il XII e il XIV secolo dalle maggiori famiglie fiorentine, così come i maggiori monumenti e palazzi:
- Ponte Vecchio
- Ponte Santa Trinita
- Ponte alla Carraia
- Palazzo del Bargello
- Palazzo Vecchio
- Palazzo Medici Riccardi
- Palazzo Strozzi
- Palazzo Spini Feroni
- Palazzo Pitti
- Chiesa di San Remigio
- Chiesa di Santa Maria Maggiore
- Chiesa di San Lorenzo
- Facciata della chiesa di Santa Trinita
- Facciata della chiesa di San Gaetano
- Strutture interne di Santa Maria del Fiore
- Strutture interne di Santa Maria Novella
- Mura di Firenze
- Archi delle Fonti a Colombaia

### Altri impieghi

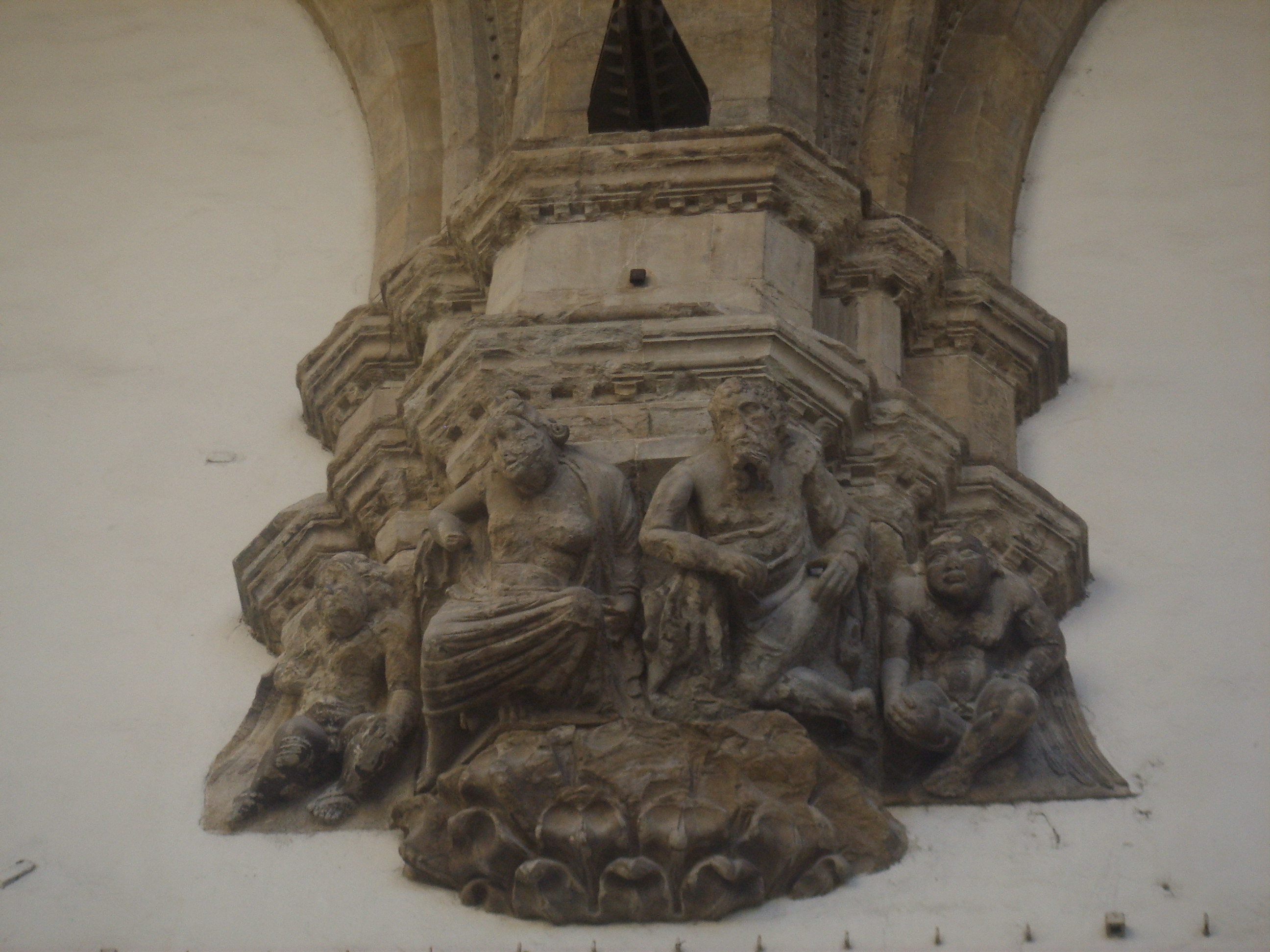
Peduccio in pietraforte scolpito nella Loggia dei Lanzi

La durezza della pietraforte la rende ideale per l'architettura ma difficile da scolpire, per cui si hanno solo casi di decorazioni architettoniche scolpite in pietraforte. Si possono citare come esempio le teste leonine nella facciata di Palazzo Pitti, i capitelli della Loggia dei Lanzi o quelli in Santa Maria del Fiore.